# Cine de Irán
El cine iraní o cine persa es la actividad cinematográfica producida en Irán.
La industria cinematográfica en Irán se inició desde la década de 1900, cuando el sah de Irán, Mozaffareddín Shah Qayar, en un viaje por Europa, conoció el cinematógrafo en la Exposición Universal de París y encargó a su fotógrafo, Mirza Ebrahim Jan Akkás Bashí, que adquiriese la maquinaria necesaria para llevar el cine hasta Irán. 
La producción cinematográfica específica de Irán se desarrolla a lo largo del siglo XX. El surgimiento del cine motafavet o cine diferente en las décadas de 1960 y 1970 marca un giro en la industria filmográfica de Irán, tanto como la Revolución iraní de 1979. La nueva censura que pesó sobre los directores de cine con la llegada del régimen islámico revolucionario van a influir al cine iraní a todo lo largo de la década de 1980. A partir de los años 1990, el cine iraní adquirirá un creciente reconocimiento en el ámbito internacional: las películas de Irán han obtenido frecuentemente reconocimientos en los festivales internacionales y los festivales dedicados al cine iraní se celebran regularmente en el mundo.

## Historia

### Los inicios del cine iraní
Antes de la llegada del cine, las diversiones en Irán eran un lujo reservado al sector acomodado de la población.
El 8 de junio de 1900, con ocasión de un viaje a Europa, el sah de Irán Mozaffar al-Din Sah Kayar asiste a una proyección de un cinematógrafo en Contrexéville, una comuna de Francia. El soberano ordenó a su fotógrafo, Mirza Ebrahim Khan Akkas Bashi, que comprara una cámara Gaumont.
La película filmada en Ostende, con motivo de un festival floral, es sin duda la primera película filmada por un realizador iraní. Las primeras películas realizadas en Irán fueron encargadas por el soberano, tales como las películas sobre los animales del zoológico, las procesiones de Moharram, las fiestas de la corte filmadas y proyectadas por Akkās Bāshi.
La primera sala de proyección cinematográfica fue inaugurada en noviembre de 1904 por Mirza Ebrāhim Sahhāf-Bāshi. Este, quien había viajado al extranjero, proyectó cortas comedias y montajes de imágenes de actualidad —obtenidos principalmente en Odesa y en Rostov del Don— durante un mes. Mehdi Rusi Khān, de origen inglés y ruso, era un antiguo fotógrafo de la corte de Mohammad Alí Shah Qayar. Él compró un proyector y quince películas a Pathé, una sociedad fundada en Vincennes, para organizar proyecciones en el harén real alrededor de 1907. Luego, abrió una sala con una capacidad para alrededor de 200 espectadores en el centro de Teherán. Organizó todas las tardes proyecciones de comedias francesas y de películas de actualidades. En enero de 1909, Rusi Khān dirigió alrededor de 80 metros de película fotográfica sobre las ceremonias del Muharram, las que fueron proyectadas en Rusia, pero nunca en Irán. Considerado como un apoyo del Shah y un amigo de la Brigada cosaco-persa, Rusi Khān presenció el saqueo de su sala en el curso de la Revolución constitucional de Irán en 1909. Mehdi Rusi Khān dejó su material a una persona que organizaba presentaciones itinerantes en provincias, antes de exiliarse.
Ardāshes Batmāngariān, también llamado Ardeshir Khān, trabajó en la sociedad Pathé en París durante varios años y llevó a Persia el cinematógrafo, el fonógrafo y la bicicleta. En 1913, abre una sala en Teherán, que presentaba algunas veces un acompañamiento de películas con piano o violín, así como renovaciones de temporada. A partir de 1920, el número de salas comienza a aumentar, tanto en Teherán como en provincia. En 1925, se abre el Grand Sinemā, con una capacidad para 500 espectadores, en el Grand Hotel de Teherán situado en la calle Lalezār. 

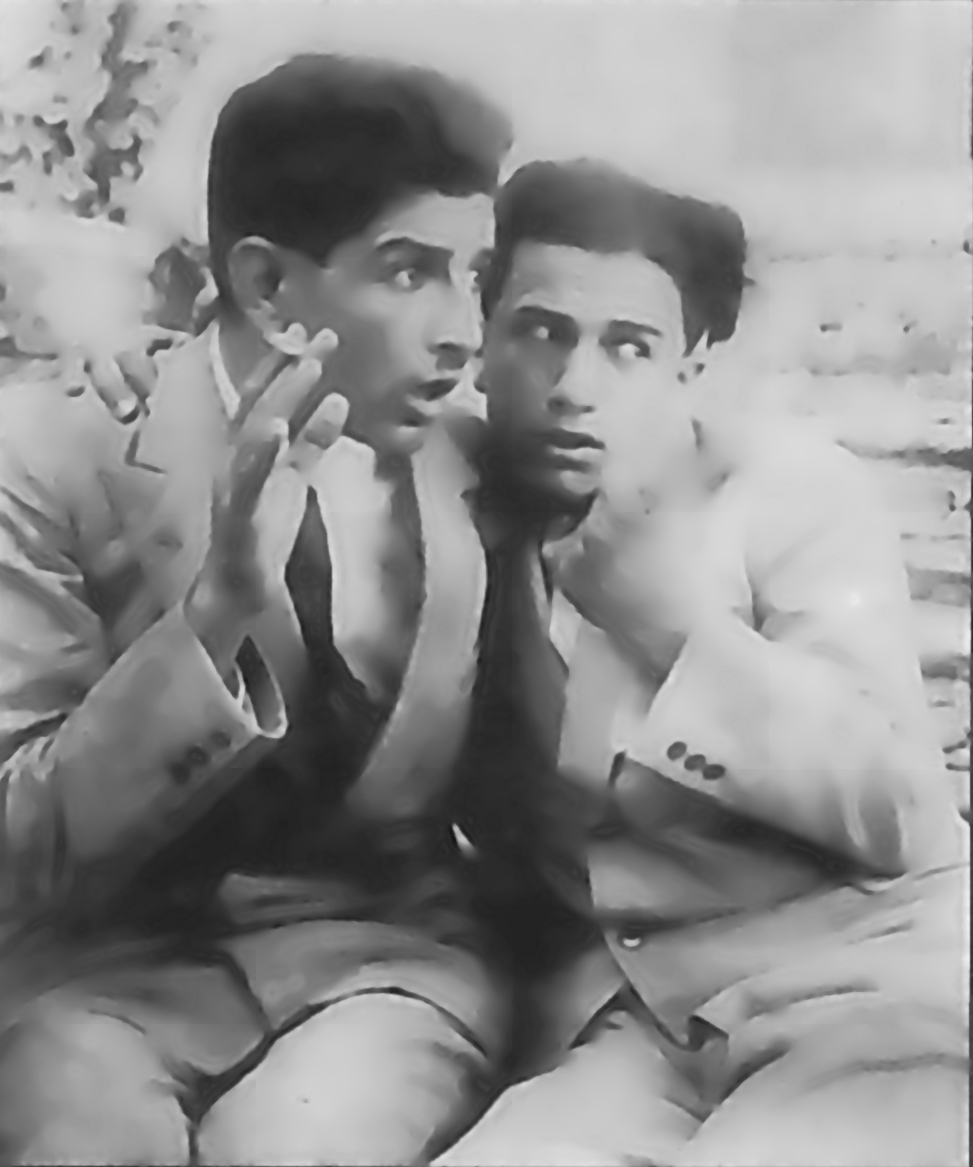
Gholam Ali Sahrabi y Mohamad Zerabi en Abi o Rabi, de Ovanes Ohanian, 1930.

El cine en Irán estaba, en principio, reservado a los hombres. En 1928, se abren salas reservadas para mujeres, pero no son rentables comercialmente y cierran rápidamente. El mismo año ven la luz las salas mixtas: hombres y mujeres entran en la sala por puertas separadas y se sientan a cada lado del recinto. Los empleados y la policía son encargados de velar por la presencia de « mujeres no castas y de hombres jóvenes corrompidos ».

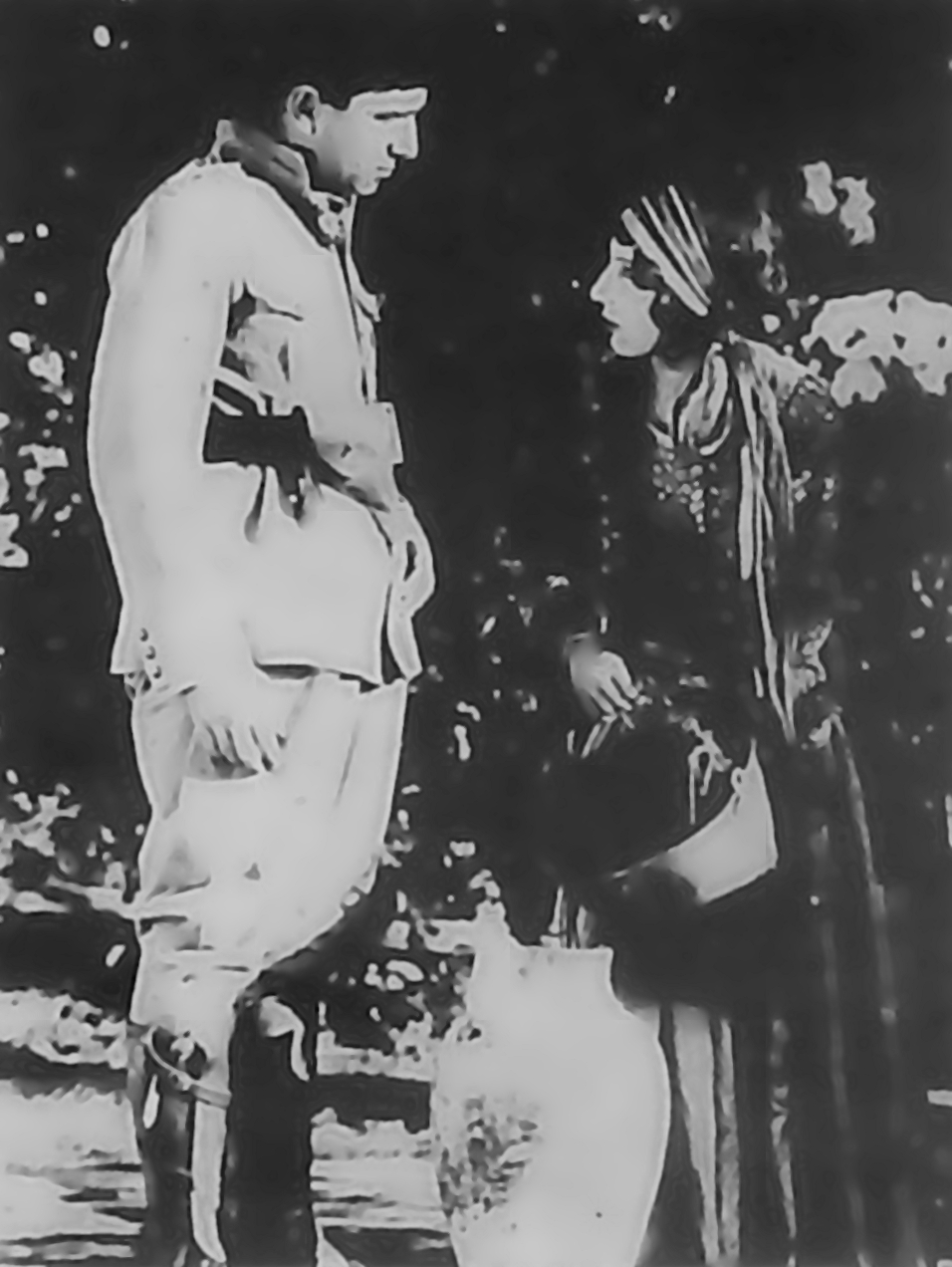
Sadiqeh Saminejad y Abdol Hossein Sepanta en Dokhtar Lor, la primera película sonora iraní, realizada por Ardeshir Irani, 1933.

Las primeras películas iraníes son las películas de Khan Baba Mo'tazedi, quien había trabajado como camarógrafo para Gaumont en Francia. Él filmó las escenas a la Majles-e Mo'assessān (« Asamblea constitucional ») en 1925 y la coronación de Reza Shah en 1926. En sus películas mudas, Mo'tazedi introdujo el uso de títulos en persa. En esta época, las películas mudas iban acompañadas por "comentarios hablados" pronunciados en voz alta en la sala por un hombre o una mujer. Avanes Ohaniān llega a Irán en 1930 después de su aprendizaje en la industria del cine en Rusia. Funda una escuela de actores de películas (Parvareshgāh-e artist-e sinemā) dirigida a hombres y mujeres jóvenes. En 1931, dirige a sus estudiantes en lo que será el primer largometraje de ficción del cine iraní: Ābi o rābi, una comedia, remake de una serie danesa con los actores Harald Madsen y Carl Schenstrøm. Esta película, filmada con movimiento y efectos especiales, fue un éxito. La segunda película de Ohaniān, Haji Aqā, Aktor-e sinemā, rodada en 1934, es particularmente conocida por sus escenas del interior de Teherán en esa época.
Ebrahim Moradi fue otro pionero del cine iraní. Supuestamente trabajó para la organización soviética filmográfica llamada Mezhrabpom y filmó su primera película en 1930, Enteqam-e Baradar, que deja inacabada. Seguidamente, ingresa a la escuela de cine fundada por Ohanian y produce Bu’l Havas en 1934. Esta película que no tuvo el éxito comercial de Dokhtar-e Lor introdujo una convención que va a perdurar en el cine iraní: el contraste entre el campesino que trabaja arduamente y el hombre malsano de la ciudad.
En 1932, Abdolhossein Sepanta, conocido como el padre de las películas sonoras iraníes, produce la primera película hablada iraní, titulada Dokhtar-e Lor (La muchacha Lor). Sepanta escribió el guion y representó el papel principal. Esta película fue filmada en India por un realizador parsi, Ardeshir Irani, y con técnicos locales. Al elegir rodar esta película en India, Sepanta aprovechó la mejor infraestructura de la industria filmográfica india. A pedido del Ministerio de Educación iraní, Sepanta filma "Ferdousí", una ficción histórica basada en la vida del autor. Entre 1935 y 1937, produce varias películas como Shirin-o Farhād (una historia de amor clásica iraní) y Los ojos negros (la historia de la invasión de la India por Nadir Sah); y Majnoun y Leila. El gran éxito alcanzado por Dokhtar-e Lor en las pantallas iraníes provoca temor por la aparición de productos iraníes a los distribuidores de películas extranjeras (que eran proyectadas en cantidad para la época) y, por ello, estos se encargan de impedir que Sepanta trabaje en Irán. No será filmado ninguna otra película de ficción iraní antes de 1947.

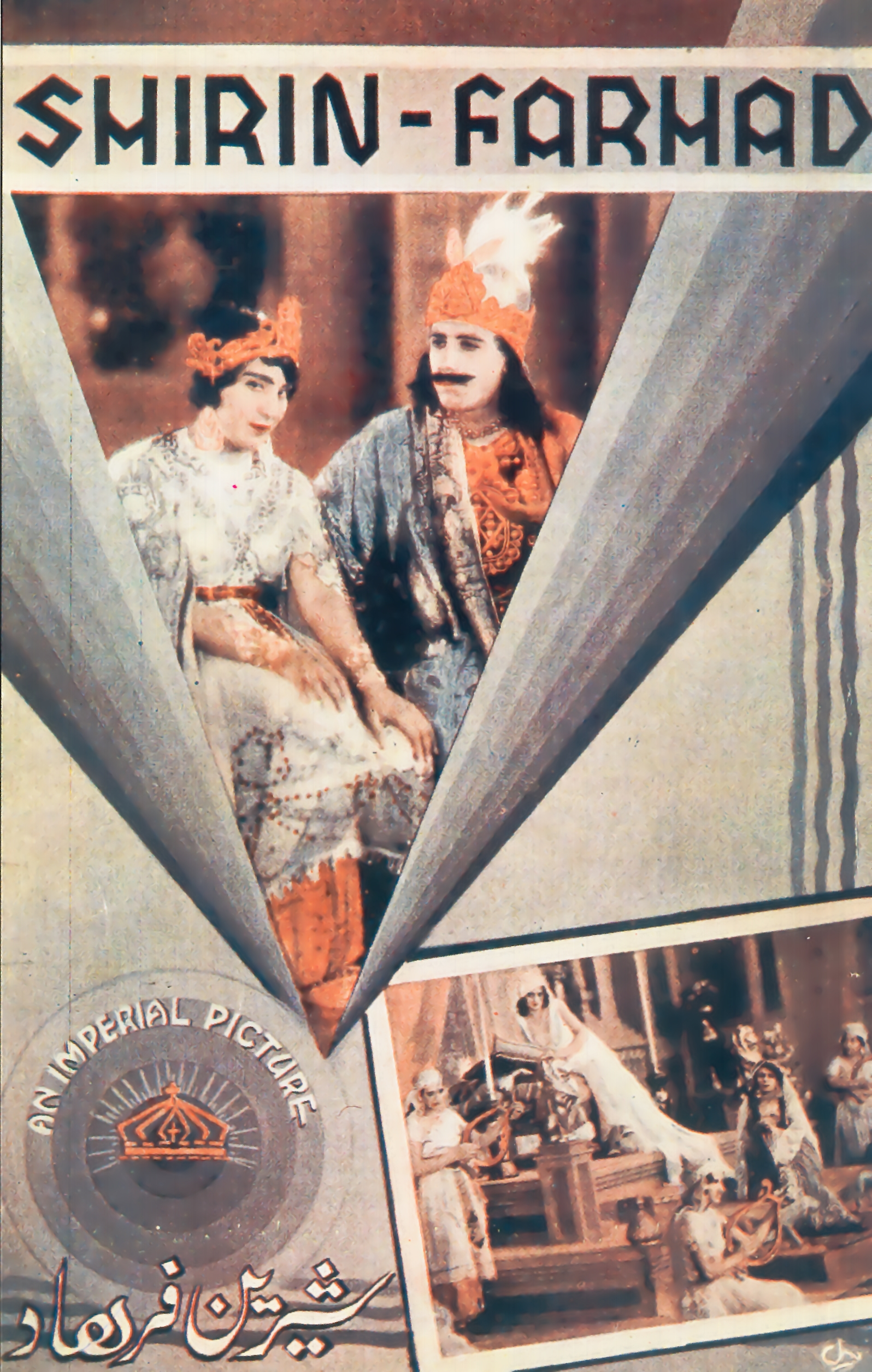
Afiche de la película Shirin o Farhad, filmada por Abdol Hossein Sepanta, 1935.

### 1947 - 1960: El éxito del cine popular
Después del éxito de la película Dokhtar-e Farāri (versión doblada en persa de "Premier Rendez-Vous") en 1945, Esmail Koushan dirigió la primera película iraní hablada producida en Irán, Tufān-e Zendegi, filmada en 1947 por ‘Ali Daryābigi, un director formado en Alemania. La película no fue un éxito, pero Kushan fundó la compañía Pars Films, que será uno de los principales estudios de Irán hasta 1979. Esmail Koushan, diplomado en Economía en Europa, se lanzó a la producción de películas extranjeras dobladas en idioma persa y de películas comerciales iraníes. Asimismo, dirigió películas populares relativamente mediocres como Sharmsār (1950) y Mādar (« La madre », 1952). Produjo otras películas, como Velgard (« El vagabundo », 1952), dirigida por Mehdi Ra'is Firouz; varias películas históricas, como Āqā Mohammad Khān, dirigida por Nosrat-Allat Mohtasham, Qiām-e Pishevari en 1954 (una sátira de la crisis irano-soviética de 1945-1946), Amir Arsalān-e nāmdār (« El ilustre Amir Arasalan », 1955). Kushan produjo incluso la primera película dirigida por un iraní diplomado de una escuela extranjera: Hifdah ruz be e'dām (« Diecisiete días hasta la ejecución »), dirigida por Houshang Kavoushi en 1956. Las otras películas producidas por Koushan incluían melodramas rurales (Bolbol-e mazra'a, 1957), comedias dramáticas (Shab-neshini dar jahanam, 1957), thrillers (Chāhār rāh-e havādet, 1954 y Tufān dar shahr-e mā, 1958), una película sobre las miserias del pueblo (Cheshm be rāh, 1958), una película sobre las bandas de barrios (llamadas Kolah Makhmali), Lāt-e Javānmard (« Un granuja caballeresco », 1958) y una película sobre la importancia de la amistad y la insignificancia del dinero, Ganj-e Qarun (« El tesoro de Qarun », 1965). 

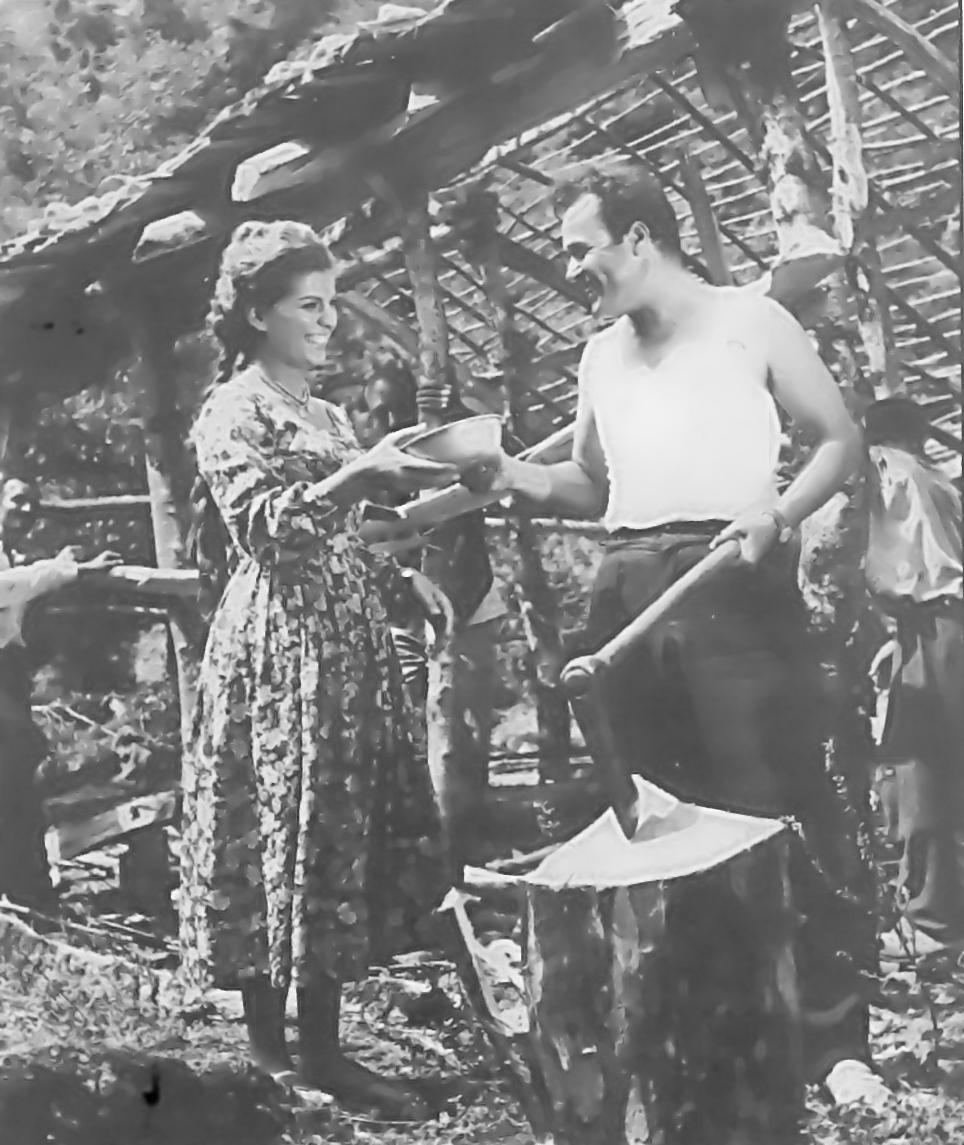
Mohammad Ali Ja'fari y Foruzan en Sahel-e Entezam, Esmail Koushan, 1963.

Es, pues, en los años 1950 cuando se desarrolla una industria cinematográfica iraní: entre 1949 y 1954, se producen 58 películas en Irán. En 1958, 22 compañías de producción filman en Irán. La moda de las películas comerciales de esta época era imitar las ficciones producidas en Turquía, Egipto y, particularmente, en la India. Así, se insertan secuencias cantadas y bailadas, a veces a color. Las películas producidas durante este periodo adoptan un género de nivel nacional, la película fārsi: « un melodrama popular donde se encuentra una dosis variada de secuencias de cantos, bailes, peleas y donde el final feliz debía siempre triunfar » según Agnès Devictor.
Es igualmente después de la Segunda Guerra Mundial que se funda el primer festival de cine en Irán. En diciembre de 1949, se establece la Kānun-e melli-e film (« Sociedad Nacional de cine iraní ») como club y librería de cinéfilos en el Museo de Arqueología de Irán. Sus miembros organizan el primer festival de cine en Irán, en el que proyectan películas británicas en 1950 y películas francesas en 1951. La Sociedad Nacional de Cine Iraní establece las bases de las películas alternativas y no comerciales en Irán. 
Otro pionero del desarrollo del cine en Irán después de la Segunda Guerra Mundial fue Farrokh Ghaffari quien fue asistente de Henir Langlois en la Cinémathèque française y el secretario general de la Federación Internacional de los archivos de cine en París entre 1951 y 1956. Escribió críticas de cine en 1950, bajo el seudónimo de M. Mobārak (que significa « Felicitaciones »). Ghaffari escribió igualmente los primeros artículos sobre la historia del cine iraní en 1951. El aporte de Ghaffari al cine iraní fue determinante en la medida en que era parte de los primeros directores de películas de calidad más elevada, en comparación a aquellas realizadas en esa época. En 1958, Ghaffari dirigió Jonub-e Shahr (« El sur de la ciudad »), una película que cuenta la vida de gente de condición humilde al sur de Teherán. Esta película, de un estilo neo-realista, será prohibida por la censura. En 1963, Ghaffari adaptó uno de los cuentos de Las mil y una noches para producir Shab-e Quzi (« La noche del jorobado »), una comedia sobre el miedo en los diferentes medios de la sociedad de Teherán que fue presentada en el Festival de Cannes. 
Las otras películas notables de esta época fueron Siāvash dar Takht-e Jamshid (« Siavash en Persépolis »), una película experimental a propósito de la noción del tiempo, dirigida por el poeta Fereydoun Rāhnemā en 1967. Otros intelectuales de la época realizaron igualmente películas que sentaron las bases de la nueva tendencia iraní. La poetisa Forough Farrokhzad dirigió Khāneh siyāh ast (« La casa es negra », 1962), un documental sobre los leprosos. El escritor Ebrahim Golestan filma Kesht va Ayneh (« El ladrillo y el espejo »), una obra realista e introspectiva en 1965. Estas películas fueron presentadas en el extranjero, pero no encontraron a su público en Irán.
Según Mamad Haghighat, fue gracias a la influencia de estos intelectuales que se interesaron en lo que se hacía en el extranjero que estas películas de calidad comenzaron a ser producidas por directores iraníes, comparativamente a la producción comercial que existía como única opción anteriormente.

### Evolución y surgimiento del cinemotafavet
La producción de largometrajes de ficción se duplicó entre 1959 y 1966 y el cine en Irán conoce nuevos desarrollos. En el otoño de 1964, la creación del departamento de cine (Edāre-ye koll-e omur-e sinemā'i) al interior del Ministerio de la cultura y el arte (Vezārat-e farhang va honar) permitió al Estado centralizar todos los temas relativos a la industria fílmica y a la censura en una sola administración. Durante el mismo período, son creadas diversas instituciones dedicadas al sector cinematográfico: la Facultad para la televisión y el cine (Madreseh-ye āli-e televizion va sinemā), bajo la égida de la recientemente creada Radio Televisión Nacional Iraní; el Sindicato de industrias del cine iraní (Ettehādiya-ye sanāye'-e film-e Irān); sindicatos de actores, de directores, de distribuidores, de dobladores, etc. En 1957, se inaugura el Archivo Nacional del Cine (Film-khāneh-ye melli-e Irān), el cual conserva los archivos de las películas persas y extranjeras. 
Durante este periodo, se llevan a cabo igualmente varios festivales de cine. El festival internacional de cine para niños de Teherán fue creado en 1966 (bajo el nombre de Festivāl-e beyn-ol-melali-e filmhā-ye kudakān va no-javānān). De 1966 a 1977, el festival de arte de Shiraz (Jashn-e honar) presenta una sección cinematográfica junto con secciones principales consagradas al teatro y a la música. En 1969, se crea el festival nacional de cine (Sepās). No obstante, en el mismo periodo, el cine es criticado por ciertos intelectuales iraníes. Samad Behrangi, Ali Shariati y Yalal Al-e Ahmad, los tres intelectuales más influyentes del movimiento, critican la "occidentalización" de Irán, pues ven al cine como una de las actividades culturales principales de los "extranjeros" (farhangiān).
El año 1969 marca un giro en la historia del cine en Irán. Durante este año, dos directores estrenan casi simultáneamente su segunda película después de un primer ensayo no concluyente. Massoud Kimiaei produce Qeysar, un enorme éxito de taquilla, cuyo estreno marca el fin del dominio comercial de las películas identificadas como film-fārsi. Dariush Mehrjui produce Gāv (« La vaca ») ese mismo año, en donde pone en escena a un campesino pobre que se identifica con su vaca. Esta película tiene una aproximación de la dirección que permite identificar un tema y un estilo específicamente iraníes. Además, fue elegido como "mejor película iraní nunca antes realizada" en los sondeos de críticos iraníes en 1972 y 1998. Gāv permite también dar a conocer el cine de arte y de ensayo iraní fuera del país, gracias a los premios recibidos en los festivales de Venecia y de Chicago en 1971 y por numerosas presentaciones internacionales. Igualmente, el año 1969 marca el inicio de la influencia del cine motefavet sobre las películas comerciales. Según Mamad Haghighat, el cine motefavet « impone un estilo realista y reflexivo, menos superficial [...] La imaginación de los cineastas parece finalmente liberada de los yugos narrativos y estéticos que prevalecían anteriormente.»
El estreno de estas dos películas marcó el fin del dominio del cine exclusivamente comercial y brinda el impulso necesario para atraer a directores jóvenes y prometedores, así como a personalidades literarias de la época. La década de 1970 estuvo marcada por las adaptaciones y la influencia del cine moderno. Los directores adaptaron obras literarias extranjeras, como el largometraje Topoli, adaptado del De ratones y hombres de John Steinbeck, producido por Reza Mirlouki en 1972. La influencia del neo-realismo y de la Nueva Ola se percibe particularmente en el cine motefavet.
En 1973, ciertos directores abandonan el sindicato oficial de directores para crear el grupo de directores progresivos (Goruh-e sinemāgarān-e pishro). Esta nueva ola iraní reagrupa a directores visionarios que no quieren tratar temas solo porque sean comerciales o que trabajan fuera de las convenciones establecidas. Los directores más reconocidos de esta época son Dariush Mehrjui, Sohrab Shahid Saless, Bahram Beyzai, Parviz Kimiavi, Abbas Kiarostami, Ebrahim Golestan, Farrokh Ghaffari, Bahman Farmanara e incluso Nasser Taghvai.
En paralelo al cine motefavet, se desarrolla un movimiento Súper 8. Los cortometrajes no comercializados permitían una gran libertad a sus autores. En septiembre de 1969, los directores de películas Súper 8 se reúnen en un grupo denominado Cinema-ye Azad (« Cine libre »), en referencia al free cinema inglés de la década precedente. El apasionamiento por este tipo de cine es tal que se organiza un festival de cine libre a fines de 1969 en Teherán. Al interior del movimiento Súper 8, los directores preconizan los principios de ayuda mutua colectiva y de auto-producción. En el curso de los años 1970, se realizaron entre 800 y 1000 películas animadas por este movimiento. Según Haghighat, esta producción incluiría obras maestras que no han sido conocidas en Irán o en Occidente.

### Adaptaciones necesarias después de la revolución
Después de la Revolución iraní, el cine sobrevivió a las restricciones previsibles. Los religiosos en Irán asociaban tradicionalmente el cine con una influencia occidental que consideraban como "corruptora" y "contraria a las buenas costumbres". No obstante, en la época de la revolución, ciertos religiosos aceptaron el cine a condición de que no fuera mal utilizado, como lo dijo el ayatolá Ruhollah Jomeini en un discurso pronunciado a su retorno del exilio en 1979.
Los hechos y discursos de los dirigentes del nuevo régimen islámico mostraron que las autoridades deseaban adoptar el cine como un instrumento ideológico destinado a combatir la occidentalización y a islamizar a la sociedad. La contradicción entre la imagen represiva de Irán y el desarrollo del cine iraní se debe en parte a la relación que se desarrolló entre el arte, la sociedad y el Estado.
Con la instauración de la República islámica en 1980, la sociedad y, en especial, las mujeres y el amor —dos temas difundidos en el cine iraní antes de 1979— estuvieron regidos por el fiqh (el derecho islámico). Las mujeres y el amor fueron prácticamente prohibidos durante la primera década que siguió a la revolución. El desarrollo del cine iraní después de la revolución de 1979 siguió la actitud de la sociedad iraní a partir de este período: la experiencia de los límites de la ideología basada en el fiqh.
La historia del cine en el Irán posrevolucionario siguió las fases sociopolíticas que atravesó el Estado iraní. Durante la primera fase, cuando los revolucionarios radicales y militantes estuvieron en el poder, el gobierno iraní procuró islamizar la sociedad. La creación del Ministerio de la cultura y de la orientación islámica tuvo por objetivo islamizar toda forma de arte y de actividad cultural. Las autoridades promovieron entonces la creación de un cine islámico. Durante este período, el amor y las mujeres desaparecieron de la pantalla y se multiplicar las películas que ponían en escena a niños. No obstante, ninguna película de calidad fue producida durante el período de la Guerra Irán-Irak. Entre 1980 y 1988, la producción de películas iraníes siguió la actualidad: 56 películas fueron así producidas sobre el tema de la guerra contra Irak, con un fondo de sensacionalismo, de ideología y de apoyo al esfuerzo de la guerra. Se deben resaltar dos éxitos de taquilla entre estas películas de guerra: Barzakihā de Iraj Qāderi (1982) y Oqābhā (« Las Águilas ») de Samuel Katchikiān (1985). 
Las autoridades del nuevo régimen iraní, por intermedio del Ministro de la cultura y de la orientación islámica —dirigido por Muhammad Jatami entre 1982 y 1992—, buscó desarrollar un cine nacional conforme con su visión ideológica. La Fundación de cine Farabi, una organización semi-gubernamental, proveyó de financiamiento a los cineastas. Según Ziba Mir-Hosseini, el estreno de Nobat-e Asheghi, de Mohsen Makhmalbaf, marcó un giro en la historia del cine iraní posrevolucionario: su trama puso en escena una historia de amor romántica. Esta película solo fue proyectada en el festival de cine de Fajr y provocó intensos debates en la prensa. En el mismo período, mujeres productoras empiezan a hacer películas con personajes femeninos que tratan sobre el amor.

### Reconocimiento internacional

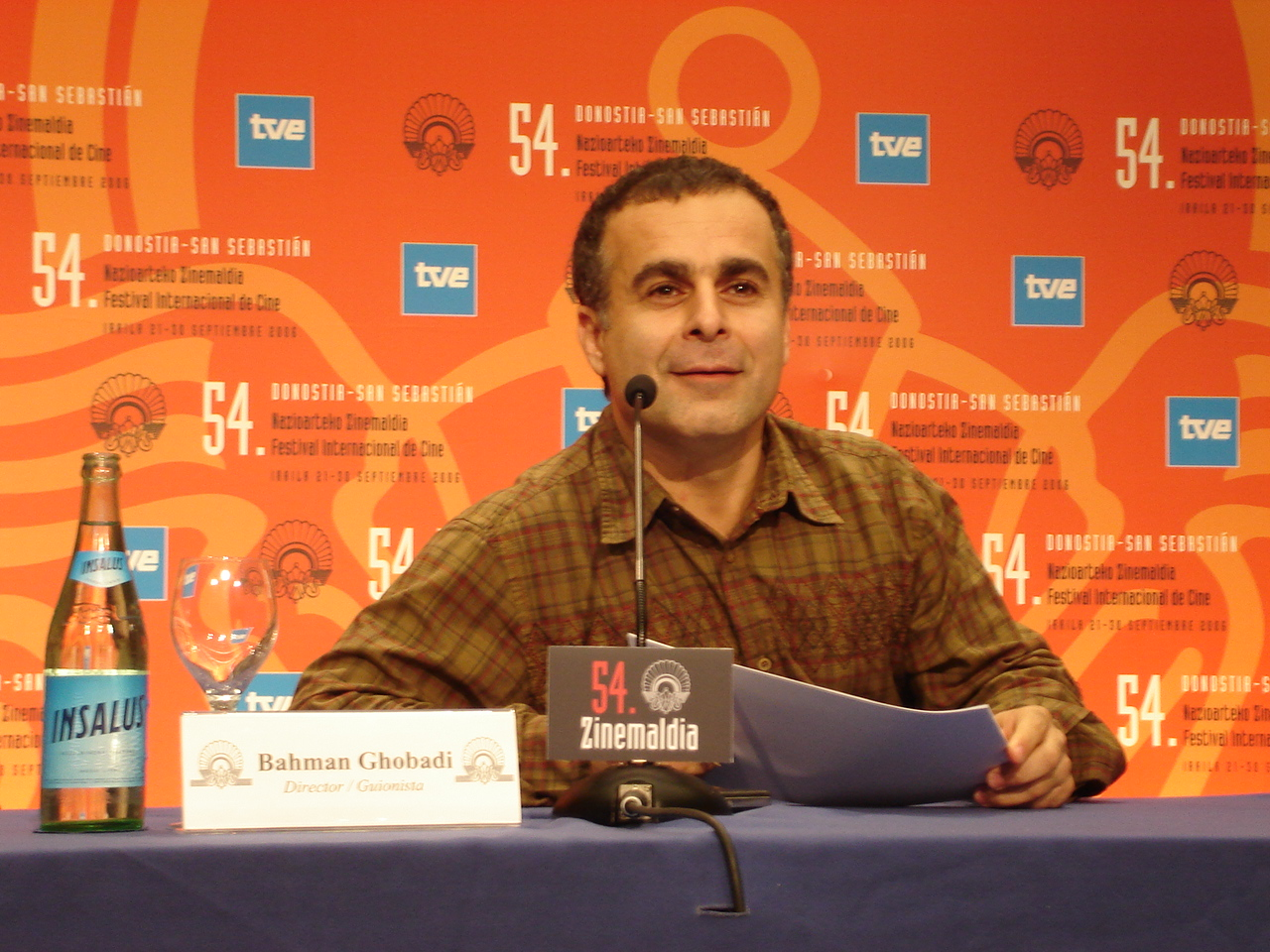
Bahman Ghobadi en el festival de San Sebastián.

En ausencia de una prensa libre, el cine terminó por ser el vector de la crítica social en Irán. La recepción más bien favorable que concedió la crítica al cine iraní le permitió ser reconocido más allá de sus fronteras. Con ocasión de la elección presidencial de 1997, los cineastas expresaron por primera vez en público sus opiniones políticas. En su mayoría, se pusieron de lado del candidato reformador, exministro de cultura, el hojatoleslam Muhammad Jatami, que estuvo a favor de las políticas culturales más tolerantes. Este nuevo período de la república islámica vio la llegada de películas que trataban de mujeres y del amor, como Banoo-Ye Ordibehesht (« La dama de mayo »), de Rakhshan Bani-Ehtemad o Do zan («Dos mujeres») de Tahminé Milaní en 1999.
Para Nader Takmil Homayoun y Javier Martin, el reconocimiento de los directores iraníes en la escena internacional comenzó con El corredor, una película de Amir Naderi de 1985, que recibirá premios en todos los festivales internacionales. Para Mamad Haghighat, los periodistas extranjeros comenzaron a escribir sobre el cine iraní tras la presentación de la película Jādeha-ye sard (« Rutas frías », dirigida por Massoud Jafari Jozani) en el festival de Berlín en 1987. Las películas presentadas en estos festivales no presentaban siempre a Irán de manera favorable. Paradójicamente, el Estado iraní apoyaba su distribución y las enviaba al extranjero, incluso si ciertas películas eran prohibidas en Irán. Luego, este éxito del cine iraní fue confirmado por los numerosos premios otorgados en prestigiosos festivales de cine internacionales. Mamad Haghighat sostiene que este éxito internacional permitió mejorar la imagen y la técnica en las películas iraníes. Sobre este tema, afirmó que «mientras las películas iraníes son apreciadas en el extranjero, los cineastas iraníes se volvían más exigentes en su trabajo.»
Para Bill Nichols, el interés suscitado por el cine iraní se debió en parte al descubrimiento de este cine por parte de quienes participaban en los festivales: ver películas iraníes en festivales representó una ocasión para dejar atrás las apariencias y adquirir un saber más allá de los senderos señalados. Nichols resaltó igualmente que el estilo de las películas posrevolucionarias, con personajes que se debatían en situaciones difíciles, provocó en los espectadores occidentales una lectura crítica y política del Irán posrevolucionario; sin embargo, los directores iraníes no explicaban el mismo punto de visto a propósito de sus películas. Para directores como Abbas Kiarostami o Alireza Davoudnejad, sus películas presentaban los problemas de Irán tal y como ellos los veían, sin análisis social o política. Junto con China, Irán fue famoso como uno de los exportadores de gran cine en los años 1990. El director alemán Werner Herzog, junto con muchos otros críticos de cine del mundo entero, considera el cine iraní como uno de los más cines artísticos más importantes del mundo.

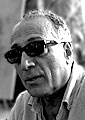
Abbas Kiarostami.

La revista de cine Film publica desde abril de 1993 un número trimestral en inglés, Film international, que contribuye a difundir el cine iraní en el mundo.
La consagración internacional tuvo lugar en 1997, cuando El sabor de las cerezas (Tam-e Gilas), de Abbas Kiarostami obtuvo la Palma de Oro del festival de cine de Cannes. Algunos jóvenes cineastas aprovechan esta oleada y sus trabajos son reconocidos a nivel internacional, como lo testifica Bahman Ghobadi que obtuvo la Cámara de oro en 2000 por su primer largometraje, Un tiempo para la ebriedad de los caballos (Zamāni barāye masti-e asbhā) o Samira Makhmalbaf, la hija de Mohsen Makhmalbaf, que dirigió La manzana (Sib) en 1998, a la edad de 18 años.
Las películas iraníes han sido regularmente nominadas o han ganado premios prestigiosos, tales como el León de Oro de la Festival Internacional de Cine de Venecia, la Palma de Oro del Festival Internacional de Cine de Cannes o el Oso de oro de la Berlinale. En 2006, seis películas iraníes, de estilos muy diferentes, representaron al cine iraní en el Festival Internacional de Cine de Berlín, lo que fue considerado por los críticos como un acontecimiento notable para el cine iraní.

## Películas de ficción

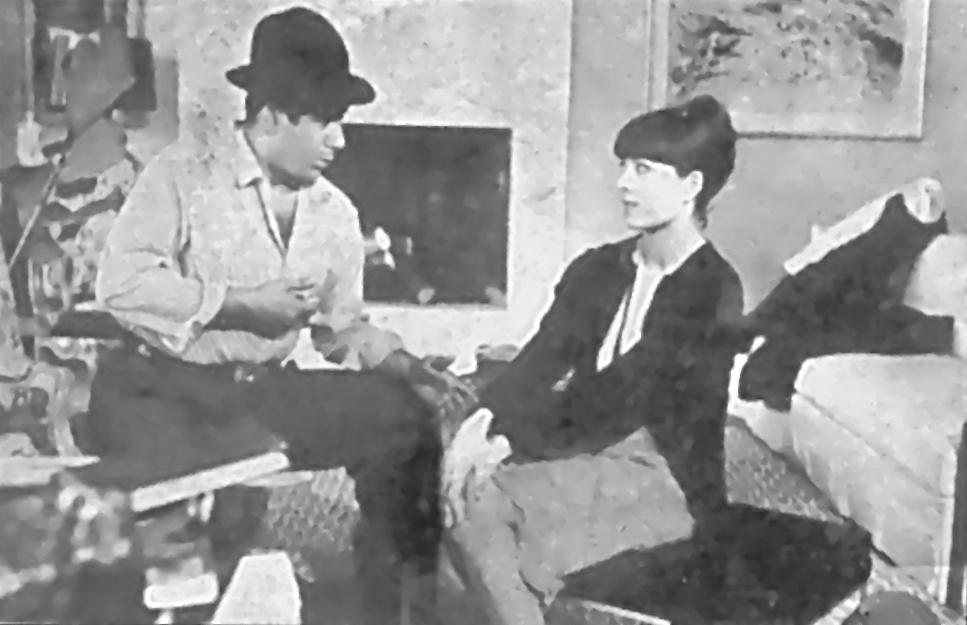
Nikval Parashu y Nasser Malekmati'i en Abram dar Paris, producida por Esmail Kushan en 1964.

### Cine comercial: las «películas persas» (film-e fârsí)

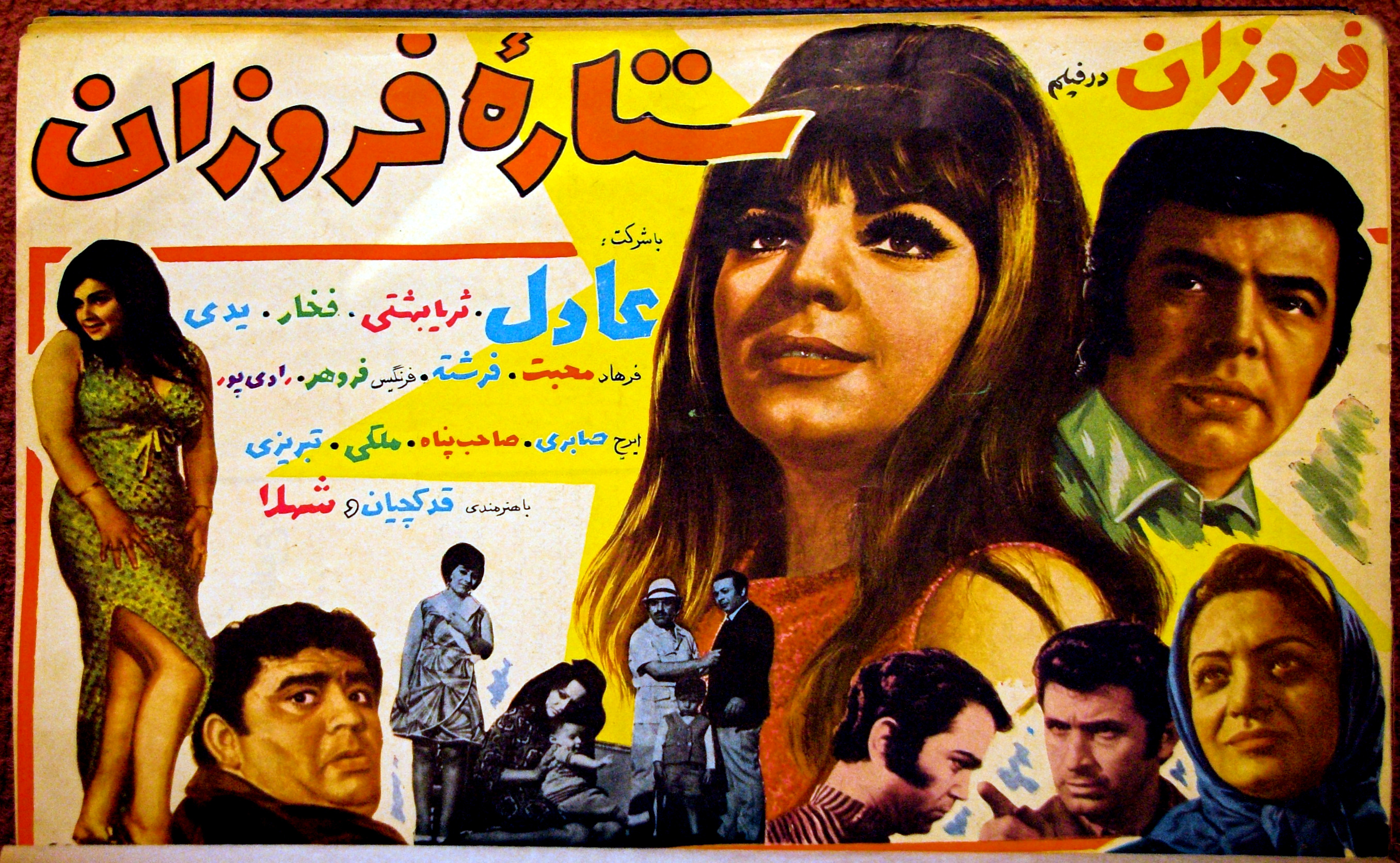
Páginas consagradas a Foruzan en una revista iraní de los años 1970.

Después de 1947 y el éxito de las películas comerciales en Irán, surgió un género nacional en Irán denominado film-e fârsí. Este término fue inicialmente utilizado para distinguir a las películas producidas en Irán de las películas producidas en el extranjero y dobladas al idioma persa, pero evolucionó hasta designar un tipo de películas en particular. Según Agnès Devictor, estas películas eran « melodrama[s] populare[s] en los que se encuentran secuencias de cantos, bailes, peleas en una dosis variada y donde el bien termina siempre triunfando». Según Jamshid Akrami, este tipo de películas es « estéticamente vulgar». La película persa contiene por elementos de base: algunas escenas de cantos, bailes y peleas insertados en un escenario moralista que presenta una final « rosa ».
Esta fórmula seguirá siendo dominante hasta la Revolución iraní; sin embargo, la película persa no puede ser verdaderamente considerada como un "género" totalmente distinto, pues no posee una coherencia intrínseca. Es más bien una combinación de elementos citados en los modelos establecidos, lo que permite distinguir las películas que pueden ser designadas como fārsi. Al interior de esta categoría, emergieron con el tiempo varias especialidades. Las « películas de pueblo » fueron aquellas que pusieran en escena la pureza de la vida aldeana en comparación con la corrupción existente en las grandes ciudades. Este género estuvo representado por Mayid Mohseni, con películas como Bolbol-e mazra'a (« El ruiseñor de la granja », 1957), Āhang-e dehkadé (« La canción del pueblo », 1961) et Parastuhā be lāna bar migardand (« Las golondrinas vuelven a su nido », 1963). 
Los « melodramas familiares » fueron otro de estos géneros: se pone en escena a una persona que debe abandonar el pueblo a causa de circunstancias desgraciadas; por el contrario, el final es feliz. Las películas más representativas de este tipo serían Velgard (« El vagabundo », 1952), Mādar (« La madre », 1952) o Gheflat (« Descuidado », 1953). Otro subgénero fue el de las farsas fantásticas, teniendo como ejemplos más saltantes de este tipo de películas a Shab neshini dar jahanam (« Una tarde en el infierno », 1959), Arus-e farāri (« La novia fugitiva », 1958), Mimiram barāye pul (« Moriría por dinero », 1959) y Setareh-ye cheshmak zad (« La estrella brilló », 1963). 
A partir de los años 1960, se desarrolló un nuevo tipo de películas al interior de la producción fārsi: las películas que ponían en escena jāhel, estando centradas en un personaje principal que es un jāhel-e kolah-e makhmali (literalmente: un « iletrado con sombrero de fieltro »). Este personaje idealizado es un hombre duro, con fuertes principios morales y un corazón de oro, quien es una especie de cabecilla del barrio. Era generalmente vestido con una gran sombrero de fieltro y un traje de tipo occidental de talla extra grande. Los escenarios de estas películas seguían a menudo un esquema: el cabecilla se batía con los malos, entablaba un romance con una mujer, cuya virtud era indiscutible, pero que era víctima de las circunstancias. Finalmente, el cabecilla salva y purifica a la mujer por una acción de arrepentimiento. Este nuevo modelo de películas fue introducido por Lāt-e javānmard (« Un granuja caballeresco »), una película de Majid Mohseni rodada en 1958. 
Uno de los actores más representativos del cine comercial iraní de esta época fue Mohammad Ali Fardin.

## Institutos de cine en Irán
Varios institutos, tanto gubernamentales como privados, brindan educación formal en varios aspectos de la realización de películas. Algunos de los más destacados son: Farabi Cinema Foundation, Hedayat Film Co, Sourehcinema, Centro de Cine Documental Experimental, Filmiran, Kanoon Iran Novin, Boshra Film, Bamdad Film, TDH Film, Hilaj Film, Tgpco, Karname, Rasaneha, AvinyFilm, 7spfs y Honar Aval.

### Filmografía de las obras citadas
Esta filmografía recapitula las películas citadas en el artículo, por orden cronológico de realización: (D) indica un documental y (F) indica una película de ficción.
- Rezâ Šâh dar Maŷles-e Mo'assesân («Reza Shah en la Asamblea Constitucional»), Jan Baba Mo'tazedí, 1925 (D)
- Tâŷgozâri-e Rezâ Šâh dar Kâj-e Golestân («Coronación de Reza Shah en el Palacio de Golestán»), Jan Baba Mo'tazedí, 1926 (D)
- Eftetâh-e Maŷles-e Šôrâ-ye Mellí («Inauguración de la Asamblea de Consulta Nacional»), Jan Baba Mo'tazedí, 1926 (D)
- Eftetâh-e râh-e âhan-e šomâl («Inauguración del ferrocarril del norte»), Jan Baba Mo'tazedí, 1927 (D)
- Eftetâh-e Bânk-e Mellí-e Irân («Inauguración del Banco Nacional de Irán»), Jan Baba Mo'tazedí, 1927 (D)
- Âbí o râbí, realizado por Avanés Ohanián, 1931 (F)
- Safar-e ra'is al-vozarâ' («El viaje del primer ministro»), desconocido, 1932 (D)
- Dojtar-e lor («La muchacha lura»), escrita por Abdolhosein Sepantá, Ardeshir Iraní, 1932 (F)
- Haŷi Âqâ, âktor-e sinamâ («Haŷi Âqâ, actor de cine»), Avanés Ohanián, 1934 (F)
- Bu’l havas («Veleidoso/a»), Ebrahim Moradí, 1934 (F)
- Ferdousí, Abdolhosein Sepantá, 1935 (F)
- Marâsem-e asbdavânihâ-ye Tehrân («Las carreras de caballos de Teherán»), Jan Baba Mo'tazedí, 1936 (D)
- Shirín-o Farhâd («Shirín y Farhad»), Abdolhosein Sepantá, 1935 (F)
- Cheshm-e siâh («Ojos negros»), Abdolhosein Sepantá, 1935 (F)
- Leilí-o Maŷnun («Leilí y Machnún»), Abdolhosein Sepantá, 1937 (F)
- Eftetâh-e Râdio Tehrân («Inauguración de Radio Teherán»), Jan Baba Mo'tazedí, 1940 (D)
- Tufân-e zendegí («La tormenta de la vida»), dirigida por Alí Daryâbeygí, producido por Esmaíl Kushán, 1947 (F)
- Manâzer-e Tehrân («Vistas de Teherán»), Abdolqasem Rezaí, 1947 (D)
- Qosur-e saltanatí («Palacios reales», Abdolqasem Rezaí, 1947 (D)
- Qesmat-i az zendegâní-e josusí-e šâhanšâh va olya hazrat malaké («Escenas de la vida privada del Rey de Reyes y de Su Majestad la Reina», Abdolqasem Rezaí, 1947 (D)
- Šarmsâr («Avergonzado/a»), dirigida por Esmaíl Kushán, 1950 (F)
- Velgard («El vagabundo»), Mehdí Ra'is Firuz, 1952 (F)
- Mâdar («La madre»), Esmaíl Kushán, 1952 (F)
- Âqâ Mohammad Jân, realizado por Nosratollâh Mohtasham, 1952 (F)
- Gheflat («Descuido»), Alí Kasmâ'í, 1953
- Qiâm-e Pishevarí («El alzamiento de Pishevarí»), 1954, P. Katibí, (F)
- Châhârrâh-e havâdes («Cruce de sucesos»), Samuel Kachikián, 1954 (F)
- Amir Arsalân-e nâmdâr («El ilustre Amir Arsalán»), Shâpur Yâsamí, 1955 (F)
- Hifdah ruz be e'dâm («Diecisiete días hasta la ejecución»), Houshang Kavoushi, 1956 (F)
- Bolbol-e mazra'é («El ruiseñor de la granja»), Majid Mohseni, 1957 (F)
- Shab-neshini dar ŷahannam («Una velada en el infierno»), Samuel Kachikiân, 1957 (F)
- Esfahân, Mohammadqoli Sattar, 1957 (D)
- Miniatorhâ-ye irâní («Miniaturas persas»), Mostafâ Farzâné, 1958 (D)
- Tufân dar šahr-e mâ («Tempestad en nuestra ciudad»), 1958 (F)
- Cheshm be râh («A la espera de su llegada»), 1958 (F)
- Lât-e ŷavânmard («Un granuja caballeresco»), 1958 (F)
- Ŷonub-e šahr/Raqâbat dar šahr («El sur de la ciudad»/«Competición en la ciudad»), Farroj Ghaffarí, 1958 (F)
- Arus-e farârí («La novia fugitiva»), Esmaíl Kushán, 1958 (F)
- Mimiram barâ-ye pul («Moriría por el dinero»), Mehdi Ra'is Firouz, 1959
- Âhang-e dehkadé («La canción del pueblo»), Mayid Mohsení, 1961 (F)
- Jâné siâh ast («La casa es negra», Forugh Farrojzad, 1962 (D)
- Setaré cheshmak zad («Brilló la estrella», 1963
- Parastuhâ be lâné bar migardand («Las golondrinas regresan a su nido»), 1963 (F)
- Shab-e Quzí («La noche del jorobado»), 1963 (F)
- Ganŷ-e Qârún («El tesoro de Qarún»), 1965 (F)
- Kesht va Âyné («El ladrillo y el espejo»), Ebrahim Golestán, 1965 (F)
- Qal'é («El castillo»), Kamran Shirdel, 1966 (D)
- Siâvash dar Tajt-e Ŷamšid («Siavash en Persépolis»), Fereydún Rahnemá, 1967 (F)
- Ân shab ke bârun âmad («La noche que llovió»), Kamrán Shirdel, 1967 (D)
- Bâd-e ŷenn («El viento del genio»), Naser Taqvaí, 1970 (D)
- Arba'ín, Naser Taqvaí, 1970 (D)
- Rezâ motorí («Reza el motociclista»), Masud Kimiaí, 1970 (F)
- P mesl-e Pelikân («P de pelícano»), Parviz Kimiaví, 1972 (D)
- Topolí («Regordete/a»), Rezâ Mirlouki, 1972 (F)
- Bâlut («Bellota»), Gholamhosein Taheridust, 1973 (D)
- Bâq-e sangi («El jardín de piedras»), Parviz Kimiaví, 1976 (D)
- Tangna, Amir Naderí, 1976 (F)
- Ŷom'é-ye junín («Viernes sangriento»), Rafiq Puyá y Marcia Goodman, 1979 (D)
- Irân dar bohbuhé-ye enqelâb («Irán en las angustias de la revolución»), Asociación de estudiantes iraníes, 1979 (D)
- Tâ enqelâb («Hasta la revolución»), Mohammad Tehraní, 1979 (D)
- Iran. Inside the islamic republic («Iran. Dentro de la república islámica»), Biyán Salianí, 1980 (D)
- Ŷostoŷú («La búsqueda»), Amir Naderí, 1980 (D)
- Kudak o Este'mâr («El niño y el colonialismo»), Mohammad Reza Aslaní, 1981 (D)
- Tôbe-ye Nasuh («El arrepentimiento de Nasuh»), Mohsen Makhmalbaf, 1983 (F)
- Do Cheshman Bisu («Dos ojos sin vista»), Mohsen Makhmalbaf, 1984 (F)
- Davandé («El corredor»), Amir Naderí, 1985 (F)
- Boycott, Mohsen Makhmalbaf, 1985 (F)
- Jâne-ye dust koŷâst ? (¿Dónde está la casa de mi amigo?), Abbas Kiarostami, 1987 (F)
- Kelid («La clave»), Ebrahim Foruzesh, 1987 (F)
- Bashu (« Bashu, el pequeño extranjero »), Bahram Beyzaí (1989) (F)
- Afsanehâ («Leyendas»), Tahminé Milaní, 1991 (F)
- Bâdkonak-e sefid (El globo blanco), Jafar Panahi, 1994 (F)
- Leyla, Dariush Mehrjui, 1996 (F)
- Sib («La manzana»), Samira Makhmalbaf, 1998 (F)
- Mon Pays, Pouran Derajshandé, 1999 (F)
- Do zan («Dos mujeres»), 1999 (F)
- Yek zamâni barâ-ye masti-ye asbhâ («Un tiempo para la ebriedad de los caballos»), Bahman Ghobadi, 2000 (F)
- Tajt-e siâh («La pizarra»), Samira Makhmalbaf, 2000 (F)
- Lâkpošthâ parvâz mikonand' ' («Las tortugas también vuelan»), Bahman Ghobadi, 2004 (F)